# ニッチ
ニッチ（英: niche、フランス語読み：ニーシュ）は、生物学では生態的地位を意味する。1つの種が利用する、あるまとまった範囲の環境要因のこと。

## 概要
地球上のさまざまな場所に生物が生息できる環境があり、そこに生息する種はそれぞれ異なっている。食物連鎖やエネルギーの流れを考えれば、生産者がいて、それを利用する消費者がいて、さらに二次消費者がいる。このような多様な生物の存在は、地球上のどこでも普遍的に見られるものである。これらをニッチという。
地上の生態系であれば、生産者としては種子植物が主体となり、それを食べる大型草食動物がいるうえ、その草食動物を狙う大型肉食動物もいる。気候や地域が異なれば、生態系を構成する個々の生物種は異なるが、同じような図式を描くことができる。

### 例
- ヌーやライオンなど - アフリカ草原
- ヤギュウやアメリカライオンなど - 北アメリカ
- カンガルーと、フクロオオカミ（後に外来のディンゴに取って変わられ、ヨーロッパ人の入植後に絶滅） - オーストラリア

このように、草原で草を食べる大型草食動物として、ヌーとヤギュウとカンガルーが同じニッチを占めるという。同様に、それらを狙う大型肉食動物として、ライオンとアメリカライオンとフクロオオカミが同じニッチを占めるという。
ただし、一つの地域に存在する草食動物と言っても一般的に一種だけではない。複数の草食動物は、実際には食べる植物の種類（草か灌木かなど）、草の食べ方（葉先を食うか根元を食うかなど）、採食の時間（昼間食うか夜食うかなど）といった違いがある。つまり、大まかな見方では同じニッチに見えても、その中にはさらに細かいニッチがある。

## 語源
元来、像や装飾品を飾るために寺院などの壁面に設けた窪み（壁龕：へきがん）のことを指すが、これが転じてある生物が適応した特有の生息場所、資源利用パターンのことを指すようになった。

## 棲み分け
生物を見れば、同じ場所で同じものを食べているように見えても、種類が違えば何かしら違ったやり方で食べたり、時間をずらしたりして、互いの活動が完全にぶつからないようになっていることが多い。これは、一見同じニッチに見えても、それぞれ少し異なるニッチを占めていると見ることができる。
同じようなニッチを占める2種が、少し場所をずらせることで共存する場合がある。たとえば、渓流釣りの対象となる魚であるヤマメとイワナはいずれも上流域に生息するが、イワナの方がやや冷水を好む。それぞれが単独で生息する川ではどちらの魚も上流域を占有するが、両者が生息する川では混在することなく、最上流域をイワナが、そして上流域のある地点を境に、それより下流をヤマメが占有する。
このように、時間・空間的に活動範囲を分けることで2種が共存することを棲み分け（Habitat segregation）という。
生態学者の今西錦司は、河川の水生昆虫の分布からこのような生物種間で生息域をずらせる現象を指摘して棲み分けと呼び、独自の棲み分け理論を展開した。これは今西の生物社会論と結びついており、必ずしも自然科学との折り合いが良いわけではない。今西によると、生物は同種個体によって組織された一つの種社会を作っており、同様に近縁種間には社会関係があるとする。互いに共通の資源を求めるものは近縁なものであるので、それらは同位社会を構成し、競争が避けられるならば棲み分けが成立するという。したがって、後年考えられているような単純な意味での非競争的棲み分けだけを考えているわけではなく、明示的な競争・競争排除・棲み分けがありえる中で、生物のニッチ分化を考察したのが棲み分け理論である。
自然科学の立場からも棲み分けの事実は認められているが、その現象の説明はまったく異なった形で与えられている。多くの場合、そのような2種は競争関係にあると見なし、それぞれの種には最適環境やさまざまな耐性に差があることから、その説明をおこなう。たとえば、先のヤマメとイワナの場合では、イワナがやや冷水を好むため、水温の低い最上流ではイワナが競争に勝ち、ある程度水温が高くなるとヤマメが有利になるために棲み分けが起きるという風に説明する。
今西の説と現在の一般的な棲み分け現象についての説明の違いは、最初から競争・非競争的な種間関係両方がありえるとするのか、競争関係から進化的にさまざまなバリエーションが派生したと見るかである。

## 競争排除
棲み分けは微小な環境差を使い分けることで2種が共存する仕組みであるが、共存するためにはそのような環境の差が存在する必要があるとも見える。逆に、共存しているよく似た2種は、環境に対する要求に何らかの差を持っているはずだとも言える。
一般に同じ資源（餌や営巣のための場所など）を必要とする生物同士は、一か所に長期間共存することはできないと言われる。1つのニッチを複数の種が共有することはできないため、その環境によって適応した種が生存し、環境への適応という点で劣る種は排除されてゆく。この過程ないし現象を競争排除といい、競争排除が起こるメカニズムのことを競争排除則（ガウゼの法則）という。
この現象が進行する様子は、具体的には帰化生物が進入した場合に見られる。
通常、ある生態系の中の構成員は、長い年月を経る間にそのあたりの調節が働いて（うまく行かなかった種は絶滅したはず）、現在見るものはそれぞれが異なったニッチを占めており、安定した状態にあると考えられる。しかし、外部からある生物が持ち込まれた場合、多くはその生物が進入しようとするニッチにすでに住んでいる在来種との間で衝突が起きる。よそから入ったものの方が強く（適応度が高く）生息域を広げると、在来種が圧迫されてゆくのがはっきり分かることが多い。
このような競争の結果、餌の食い分けや棲み分けが起こって両者の共存（ニッチ分化）が可能になることもある。たとえば、北アメリカに生息するアメリカザリガニ（Orconectes属）のO. immunisとO.virilisは、それぞれ単独で生息する環境では両者とも川底に石が多い環境を好むが、両者が同所的に生息している場合はO. immunisが泥底に生息場所を移すことで共存を実現している。
また、昼行性のワシ・タカと夜行性のフクロウは共通の餌を昼と夜で食い分けることにより、共存を実現している。すなわち、時間的なニッチにおいて棲み分けがなされているのである。
しかし、在来種が絶滅する可能性が常にあり、これを予測することは困難であるため、生態系や種の保全という観点からは外来生物の侵入は防ぐべきであるとされる。

## 食い分け
よく似た餌を求めながら、食物選択や採食法の差のある種が共存することを食い分けという。たとえば、アフリカの草原における多数の草食獣は木を中心に食べるものや草を中心に食べるものの差があり、草を食べるものでもそれぞれに草の食べ方が異なっているという。
ただ、空間を区分して使う棲み分け、それぞれに別の食物を選ぶ食い分けと、時間を区分する棲み分けや異なる採食法を使う食い分けは、まったく異なる意味を持つことに注意すべきである。前者は資源そのものを区分して使い分けることであり、それがうまく行けば、その後は競争は生じない。そのため、シマウマ（稲の穂先のみ食べる）とヌー（穂先を食われた茎・葉を食べる）のように共同で群れを作って行動する例まである。
しかし、後者の場合に求める資源はまったく同じである。たとえば、タカとフクロウが時間を分けて狩りをするからといって、タカが昼間に小鳥を取り尽くせば、フクロウは食べるものがなくなるのである。このような食い分けは、また違った理由を考えなければならない。
方法の違いによる食い分けについては、アフリカのタンガニーカ湖の魚の例がある。そこには一群の魚鱗食性 (Scale eater) の魚がいる。これは、生きた魚の体表から鱗をかじりとって生活するものである。鱗を食われた魚は、しばらくすれば鱗を再生できるが、囓られるのは嫌がる。この時、どうやって鱗を狙うかが種によって異なる。あるものはすれ違いざまに鱗を囓り、またあるものは岩陰に隠れて近づいた魚を襲う。大形魚の陰に隠れて接近するものもいる。また、左右どちらから襲うかも決まっているため、これらの魚では口が横に曲がっている。このような区別がどのような意味があるかであるが、よく言われるのは餌である魚に備えができないようにする効果がある、というものである。襲い方が決まっていれば、襲われる方はそれに対して防御の方法を発達させることが可能になる。しかし、さまざまなやり方で襲われれば、その方法が発達させられないというものである。